# Brno XIII
Brno XIII bylo označení třináctého městského obvodu v Brně nejméně ve dvou obdobích historie města. 
- Brno XIII (1949–1954), jeden ze 13 městských obvodů v období od 1. října 1949 do 30. dubna 1954. Zahrnoval celé k. ú. Tuřany a části k. ú. Brněnské Ivanovice a Komárov.
- Brno XIII-Maloměřice (1957–1960), jeden ze 13 městských obvodů v období od 1. června 1957 do 30. června 1960. Zahrnoval část k. ú. Maloměřice a celé k. ú. Obřany.

## Související článek
- Členění Brna